# Lykandos

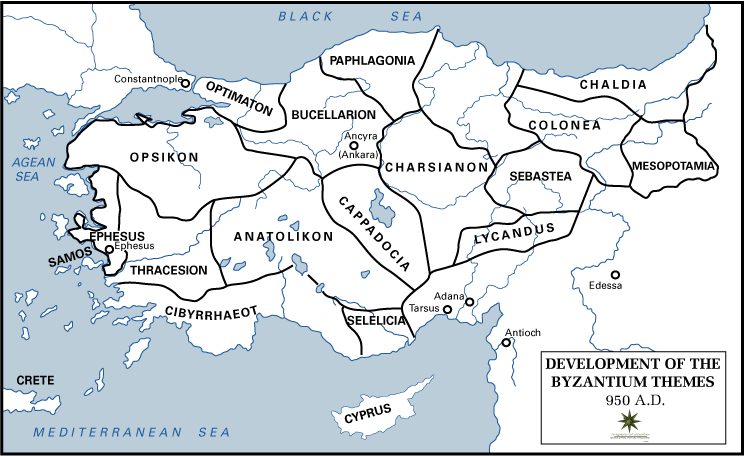
Lage der Verwaltung Lykandus

Lykandos oder Lycandus (altgriechisch Λυκανδός) war der Name einer byzantinischen Festung und zugleich der Name des Themas (Verwaltung) Lykandos im 10. und 11. Jahrhundert.

## Geschichte
Die Festung Lykandos lag in der Ebene von Elbistan in der südöstlichen Türkei im Antitaurus-Gebirge und war vermutlich mit Hurman Kalesi identisch. Im Jahr 903 siedelte sich dort der Armenier Mleh (Melias in griechischen Quellen) an und gründete eine de facto autonome Herrschaft. Die Gegend war von großer strategischer Wichtigkeit, da sie im Grenzgebiet zwischen dem byzantinischen Anatolien und den Muslimen Syriens und Mesopotamiens lag. Die Festung überwachte einen der wichtigsten Pässe zwischen den beiden Herrschaftsbereichen. Im Jahr 905 wurde Melias von den Byzantinern (zusammen mit anderen Armeniern) nach der gescheiterten Rebellion des Andronikos Doukas gegen Kaiser Leo VI. (regierte 886–912) vertrieben. 908 wurde er jedoch zurückgerufen und von Leo zum Kleisourarches von  Lykandos ernannt. Melias wurde beauftragt, die Festung, die in Ruinen lag, wieder aufzubauen und den Distrikt wieder zu bevölkern. Melias war mit seinen Bemühungen erfolgreich: das Gebiet, das Konstantin VII. zufolge "überreich war an Weideland", wurde mit Armeniern besiedelt.
Arabische Quellen zeigen, dass diese neue kraftvolle Provinz bald eine Gefahr darstellte, speziell für das Emirat von Melitene. Ein arabischer Großangriff auf Lykandos im Jahr 909 scheiterte, während 915 die Truppen des Melias arabisches Gebiet bis nach Germanikeia (heutiges  Kahramanmaraş) plünderten. Die Bedeutung von Lykandos wurde von der Zentralregierung erkannt und 916 wurde es zu einem eigenen Thema erhoben.
Die Truppen von Lykandos spielten eine große Rolle in den byzantinisch-arabischen Kriegen des 10. Jahrhunderts, besonders in den Feldzügen des Johannes Kourkouas, die die Grenze des Reiches bis zum Euphrat und nach Armenien und Syrien ausdehnten, aber auch in den Bürgerkriegen des späten 10. Jahrhunderts. In administrativer Hinsicht wurde das Thema oft mit den anderen Themata von Melitene und Tzamandos gemeinsam verwaltet. Nach der Schlacht von Manzikert 1071 wurde es von den Seldschuken überrannt; trotzdem erscheint es in der Landvergabe des Alexios I. Komnenos (regierte 1081–1118) an Bohemund von Tarent im Jahr 1108.